# Paulo Borges
Paulo Luís Borges (Itaocara, 24 dicembre 1944 – San Paolo, 15 luglio 2011) è stato un calciatore brasiliano.

## Carriera

### Club
Inizia la carriera agonistica nel Bangu con cui si aggiudica il campionato Carioca 1966 oltre ad un Torneio Início do Rio de Janeiro nel 1964. 
Nell'estate 1967 con il Bangu disputò il campionato nordamericano organizzato dalla United Soccer Association: accadde infatti che tale campionato fu disputato da formazioni europee e sudamericane per conto delle franchigie ufficialmente iscritte al campionato, che per ragioni di tempo non avevano potuto allestire le proprie squadre. Il Bangu rappresentò gli Houston Stars, che concluse la Western Division al quarto posto finale.
Nel 1968 viene ingaggiato dal Corinthians, sodalizio in cui resterà sino al 1974, ad esclusione della stagione 1971, trascorsa in forza al Palmeiras.  
Nella stagione 1974 è in forza al Nacional di Manaus con cui raggiunge il secondo turno del torneo nazionale e con cui vince il Campionato Amazonense 1974.
L'ultimo anno di attività agonistica lo divide tra il Vasco da Gama ed il São José dos Campos.

### Nazionale
Borges ha disputato 17 incontri con la nazionale di calcio del Brasile, segnando tre reti.

## Palmarès
- Campionato Carioca: 1

Bangu: 1966
- Campionato Amazonense: 1

Nacional: 1974